# Viengsay Valdés
Viengsay Valdés   (l'Havana, 1977) és una ballarina i actriu cubana, primera ballarina i directora artística del Ballet Nacional de Cuba.
Amb tres mesos la seva família es va mudar a Vientiane, Laos, on el seu pare Roberto Valdés Muñoz havia estat designat ambaixador, el seu nom viengsay significa "victòria" en laosià. Als tres anys es van mudar a Seychelles i als sis anys va tornar a Cuba, i va començar els seus estudis de dansa als nou anys. El 1993 va guanyar la Medalla d'Or al Festival de Dansa Vignale i el 1994 es va graduar en la ENA amb "Diploma d'Or" en Dansa i Coreografia. Als 17 anys, va entrar al Ballet Nacional de Cuba dirigit per Alicia Alonso. on fou promoguda a ballarina principal, representant rols femenins dels ballets El llac dels cignes, El Quixot, Giselle o El Trencanous. El 2001, fou promoguda a prima ballerina. i el gener de 2019 fou nomenada sotsdirectora artística.